# Патерсон Тракт (Калифорнија)
Патерсон Тракт (енгл. Patterson Tract) насељено је место без административног статуса у америчкој савезној држави Калифорнија.

## Демографија
По попису из 2010. године број становника је 1.752.
| Група             | 2000.    | 2010.         |
| Белци             | 0 (0,0%) | 516 (29,5%)   |
| Афроамериканци    | 0 (0,0%) | 0 (0,0%)      |
| Азијати           | 0 (0,0%) | 73 (4,2%)     |
| Хиспаноамериканци | 0 (0,0%) | 1.133 (64,7%) |
| Укупно            | 0        | 1.752         |